# 15817 Lucianotesi
Lucianotesi (asteroide 15817, com a designação provisória 1994 QC) é um asteroide cruzador de Marte. Possui uma excentricidade de .1182363749470309 e uma inclinação de 13.87129728143992º.
Este asteroide foi descoberto no dia 28 de agosto de 1994 por Andrea Boattini e Maura Tombelli em San Marcello Pistoiese.
O seu nome é uma homenagem ao astrónomo italiano Luciano Tesi.